# Raul Machado
Raul Martins Machado (Matosinhos, 1937. szeptember 22. – 2023. október 22.) válogatott portugál labdarúgó, hátvéd.

## Pályafutása

### Klubcsapatban
1959 és 1962 között a Leixões labdarúgója volt, ahol egy portugálkupa-győzelmet ért el. 1962 és 1969 között a Benfica csapatában szerepelt, ahol hat portugál bajnoki címet és két kupagyőzelmet ért el. 1962–63-ban, 1964–65-ben, 1967–68-ban BEK-döntős volt a csapattal. 1969–70-ben a Leixões együttesében fejezte be az aktív játékot.

### A válogatottban
1962 és 1968 között 11 alkalommal szerepelt a portugál válogatottban.

## Sikerei, díjai
Leixões
- Portugál kupa (Taça de Portugal)
  - győztes: 1961

 Benfica
- Portugál bajnokság (Primeira Liga)
  - bajnok (6): 1962–63, 1963–64, 1964–65, 1966–67, 1967–68, 1968–69
- Portugál kupa (Taça de Portugal)
  - győztes (2): 1964, 1969
- Bajnokcsapatok Európa-kupája (BEK)
  - döntős (3): 1962–63, 1964–65, 1967–68
- Interkontinentális kupa
  - döntős: 1962

## Statisztika

### Mérkőzései a portugál válogatottban
| Portugália | Portugália         | Portugália                        | Portugália  | Portugália | Portugália | Portugália    | Portugália | Portugália |
| #          | Dátum              | Helyszín                          | Hazai       | Eredmény   | Vendég     | Kiírás        | Gólok      | Esemény    |
| ---------- | ------------------ | --------------------------------- | ----------- | ---------- | ---------- | ------------- | ---------- | ---------- |
| 1.         | 1962. november 7.  | Szófia, Levszki-stadion           | Bulgária    | 3 – 1      | Portugália | NEK-selejtező | -          |            |
| 2.         | 1962. december 16. | Lisszabon, Estádio do Restelo     | Portugália  | 3 – 1      | Bulgária   | NEK-selejtező | -          |            |
| 3.         | 1963. január 23.   | Róma, Olimpiai Stadion (ITA)      | Bulgária    | 1 – 0      | Portugália | NEK-selejtező | -          |            |
| 4.         | 1963. április 21.  | Oeiras, Estádio Nacional do Jamor | Portugália  | 1 – 0      | Brazília   | barátságos    | -          |            |
| 5.         | 1965. június 13.   | Oeiras, Estádio Nacional do Jamor | Portugália  | 2 – 1      | Románia    | vb-selejtező  | -          |            |
| 6.         | 1965. június 24.   | Porto, Estádio das Antas          | Portugália  | 0 – 0      | Brazília   | barátságos    | -          |            |
| 7.         | 1967. március 27.  | Róma, Olimpiai Stadion            | Olaszország | 1 – 1      | Portugália | barátságos    | -          |            |
| 8.         | 1967. június 1.    | Stockholm, Råsunda Stadion        | Svédország  | 1 – 1      | Portugália | Eb-selejtező  | -          |            |
| 9.         | 1967. június 8.    | Oslo, Ullevaal Stadion            | Norvégia    | 1 – 2      | Portugália | Eb-selejtező  | -          |            |
| 10.        | 1967. november 12. | Porto, Estádio das Antas          | Portugália  | 2 – 1      | Norvégia   | Eb-selejtező  | -          |            |
| 11.        | 1968. december 11. | Pireusz, Karaiszkákisz Stadion    | Görögország | 4 – 2      | Portugália | Eb-selejtező  | -          | 46'        |
|            | Összesen           |                                   |             | 11         | mérkőzés   |               | 0          | gól        |